# Steinbach am Glan
Pour les articles homonymes, voir Steinbach.
Steinbach am Glan est une municipalité de la Verbandsgemeinde de Glan-Münchweiler, dans l'arrondissement de Kusel, en Rhénanie-Palatinat, dans l'ouest de l'Allemagne. La commune est située dans la vallée de la rivière Glan à 35 km à l'ouest de Kaiserslautern et 400 km à l'est de Paris.

## Histoire
Steinbach am Glan fut fondé à la suite de la fusion de Steinbach et de Frutzweiler en 1969. Les premiers écrits faisant mention de Steinbach remontent à 1355. Entretemps, la taille de diamant et les mines de charbon furent les principales industries de la localité jusqu'à leur arrêt durant les années 1950.